# Фергюсон (Кентуккі)
Фергюсон (англ. Ferguson) — місто (англ. city) в США, в окрузі Пуласкі штату Кентуккі. Населення — 886 осіб (2020).

## Географія
Фергюсон розташований за координатами 37°4′20″ пн. ш. 84°35′33″ зх. д. / 37.07222° пн. ш. 84.59250° зх. д. (37.072259, -84.592621).  За даними Бюро перепису населення США в 2010 році місто мало площу 4,54 км², з яких 4,53 км² — суходіл та 0,00 км² — водойми. В 2017 році площа становила 5,44 км², з яких 5,44 км² — суходіл та 0,01 км² — водойми.

## Демографія
Згідно з переписом 2010 року, у місті мешкали 924 особи в 362 домогосподарствах у складі 246 родин. Густота населення становила 204 особи/км².  Було 403 помешкання (89/км²).
Расовий склад населення:
| - 96,5 % — білих - 0,9 % — азіатів - 0,8 % — чорних або афроамериканців - 0,4 % — корінних американців |

До двох чи більше рас належало 0,9 %. Частка іспаномовних становила 1,5 % від усіх жителів.
За віковим діапазоном населення розподілялося таким чином: 26,2 % — особи молодші 18 років, 60,1 % — особи у віці 18—64 років, 13,7 % — особи у віці 65 років та старші. Медіана віку мешканця становила 36,4 року. На 100 осіб жіночої статі у місті припадало 99,6 чоловіків;  на 100 жінок у віці від 18 років та старших — 97,7 чоловіків також старших 18 років.
Середній дохід на одне домашнє господарство  становив 53 904 долари США (медіана — 37 813), а середній дохід на одну сім'ю — 50 623 долари (медіана — 43 542). Медіана доходів становила 29 063 долари для чоловіків та 29 000 доларів для жінок. За межею бідності перебувало 23,2 % осіб, у тому числі 34,7 % дітей у віці до 18 років та 20,9 % осіб у віці 65 років та старших.
Цивільне працевлаштоване населення становило 509 осіб. Основні галузі зайнятості: освіта, охорона здоров'я та соціальна допомога — 25,1 %, роздрібна торгівля — 17,1 %, науковці, спеціалісти, менеджери — 9,2 %, транспорт — 8,6 %.